# Wilhelm Egger-Sell
Wilhelm Egger-Sell (* 23. Mai 1878 als Friedrich Wilhelm Sell in Trentitten, Ostpreußen, Deutsches Reich; † 22. Oktober 1946 in Berlin) war ein deutscher Schauspieler bei Bühne und Film.

## Leben und Wirken
Egger-Sell begann seine wenig Höhen und Tiefen besitzende Bühnenlaufbahn zur Jahrhundertwende und war bis in die 1930er-Jahre hinein an zahllosen Theater in der deutschen Provinz aufgetreten, darunter Spielstätten in Liegnitz, Heidelberg (dort kurz vor dem Ersten Weltkrieg erstmals auch Regie), Mannheim, Mönchengladbach und Gladbach-Rheydt, wo er zuletzt mehrere Spielzeiten zu Beginn der 1930er-Jahre wirkte.
Nachdem der Schauspielveteran Mitte desselben Jahrzehnts Berlin erreicht hatte, wurde er mit kleinen Rollen in einer Reihe von Filmen bedacht. Wilhelm Egger-Sell spielte klassische Chargen-Rollen: mal war er ein Portier und ein Schöffe, mal ein Brautwerber und ein Wissenschaftler, mehrfach auch ein Wirt. Während des Zweiten Weltkriegs kehrte der betagte Künstler wieder zur Bühne zurück und trat ab 1942 am Schiffbauerdamm-Theater auf. Egger-Sell stand 1944 in der Gottbegnadeten-Liste des Reichsministeriums für Volksaufklärung und Propaganda.
Er starb 1946 im Krankenhaus Nordmarkstraße.
Wilhelm Egger-Sell war von 1919 bis zu seinem Tod mit Magdalene, geb. Karpinski, verheiratet.

## Filmografie (komplett)
- 1935: April, April!
- 1935: Der rote Faden (Kurzfilm)
- 1936: Vier Mädels und ein Mann (Kurzfilm)
- 1937: Die göttliche Jette
- 1937: Heimweh
- 1938: Steputat & Co.
- 1938: Capriccio
- 1939: Robert Koch, der Bekämpfer des Todes
- 1939: Kitty und die Weltkonferenz
- 1939: Kornblumenblau
- 1940: Frau nach Maß
- 1940: Jud Süß
- 1940: Falschmünzer
- 1941: Unser kleiner Junge
- 1943: Wenn die Sonne wieder scheint
- 1944: Der Majoratsherr